# Грейс Алель-Вільямс
Грейс Алель-Вільямс (16 грудня 1932 , Варрі, Нігерія  — 25 березня 2022 , Лаґос, Лагос ) — професор математики, віце-канцлер нігерійського університету Беніну.   Вона стала першою жінкою в Нігерії, яка отримала ступінь доктора філософії ,  а також першою жінкою  віце-канцлером університету, що знаходиться в Африці.  Зробила великий внесок в освітню систему Нігерії.

## Раннє життя та освіта
Алель-Вільямс народилася 16 грудня 1932 року в місті Варрі, Нігерія. Вона відвідувала Урядову школу в Варрі. В 1949 році закінчила Коледж Королеви в Лагосі і цього ж року вступила до Університетського коледжу Ібадена (нині Ібаданський університет ), який закінчила 1954 році з відзнакою. Починаючи з 1950 року, під час літніх канікул викладає в у коледжі Хуссі, Варрі. З 1954 по 1957 рік, вона викладає математику в Королівській Школі міста Еде, штат Осун. Після отримання фінансової допомоги для навчання переїжджає в США.  У 1959 році вона отримала ступінь магістра математики в університеті Берлінґтон, Вермонт. Цього ж року, вона починає навчатися в Чиказькому університеті, де отримала ступінь доктора наук з математичної освіти  в 1963 році цим самим ставши першою жінкою з Нігерії, що отримала даний ступінь. Після присвоєння наукового ступеня вона повернулася до Нігерії і займаючись докторською роботою два роки в Ібадаському університеті. 

## Академічна кар’єра
У період з 1963 по 1965 рік Алель-Вільямс була докторантом наукового співробітника, відділу (і інституту) освіти, університету Ібадану. З 1965 по 1985 викладає в  університеті Лагосу. В період 1965-68 рр. в статусі викладач, 1968-74рр. - старший викладач, в 1975 році отримує ступінь доцента, а в 1976 стає професором математики.    В 1985 році Алел-Вільямс була призначена віце-канцлером Бенінського університету, ставши першою жінкою на цій посаді в африканському університету. Вона залишалася на цій посаді до 1991 року 
З 1963 по 1973 року  була консультантом ЮНЕСКО та Інституту міжнародного планування освіти. Алель-Вільямс була головою комітету з перегляду навчальних програм штату Бендел (1973-1979).  В 1991 році стала членом ради директорів Шеврон-Тексако у Нігерії. Членом правління HIP Asset Management Company Ltd, компанії з управління активами в Лагосі. Вона була членом африканської програми з математики, розташованої в Ньютоні, штат Массачусетс, США. Вона також була віце-президентом Всесвітньої організації раннього виховання дітей. Алель-Вільямс була членом Комісії Африканського математичного союзу з питань жінок з математики в Африці та регіональним віце-президентом Організації жінок у науці країн, що розвиваються.
Вона має особливий інтерес до жіночої освіти. Провівши десятиліття, керуючи Інститутом освіти, вона запровадила інноваційні програми для літніх жінок, які не здобувають наукових ступенів, які працюють вчителями початкових класів, отримувати сертифікати. Алель-Вільямс завжди виявляла стурбованість щодо доступу африканських жінок до наукових та технологічних предметів.

## Публікації
1. Динаміка зміни навчальної програми з математики - проект сучасної математики Лагос. [15]
2. Освіта жінок для національного розвитку. [16]
3. Доповідь: Математичний проект "Ентеббе". [17]
4. Розвиток сучасної навчальної програми з математики в Африці. [18]
5. Освіта та уряд у Північній Нігерії.
6. Освіта та статус нігерійських жінок.
7. Наука, технології та математика (STM) Освіта для всіх, включаючи жінок та дівчат в Африці.
8. Основні обмеження: доступу жінок до вищої освіти в Африці.
9. Політика адміністрації Нігерійського університету.
10. Числові методи початкових задач у звичайних диференціальних рівняннях.
11. Політична дилема народної освіти: африканський випадок.

## Нагороди
- Орден Нігерії 1987 року;
- Лауреат премії «За заслуги» штату Бендель в Нігерії. [19]